# 免鳥長山古墳
免鳥長山古墳（めんどりながやまこふん）は、福井県福井市免鳥町にある、造出2基が付く帆立貝形古墳。2008年3月28日国の史跡に指定。

## 概要
越前海岸から約900ｍ内陸にある小山塊上に位置する。全長90ｍ、後円部径78m、前方部長12ｍを測り、東西に２基の造出し部が付属する。後円部は２段築成で斜面全体に角礫による葺石を施し、墳丘平坦面に埴輪を並べる。5世紀前半の築造と考えられ、古墳時代中期の北陸地方では最大級となる。
後円部に設けられた埋葬施設は、盗掘により被害を受けていたものの、笏谷石製の鋸歯文や同心円文の浮彫をもつ舟形石棺の破片や、環頭形石製品・鍬形石・車輪石・鏃形石製品などの副葬品が、盗掘坑周辺から検出されている。越前地域の大型首長墓では、古墳時代前期後半から中期を通して笏谷石製の刳抜き式石棺を採用するが、この点からも越前の大型首長墓の系列に連なる古墳と位置づけられる。
古墳時代前期後半から中期の越前の大型首長墓は、いずれも本古墳から東へ約20ｋｍ離れた九頭竜川中流域の福井平野の東端に位置する松岡・丸岡地域に存在するが、その中で1基のみ、海岸付近に本古墳が築造されたことは、当該期の越前地域の政治・社会状況を知るうえで重要である。

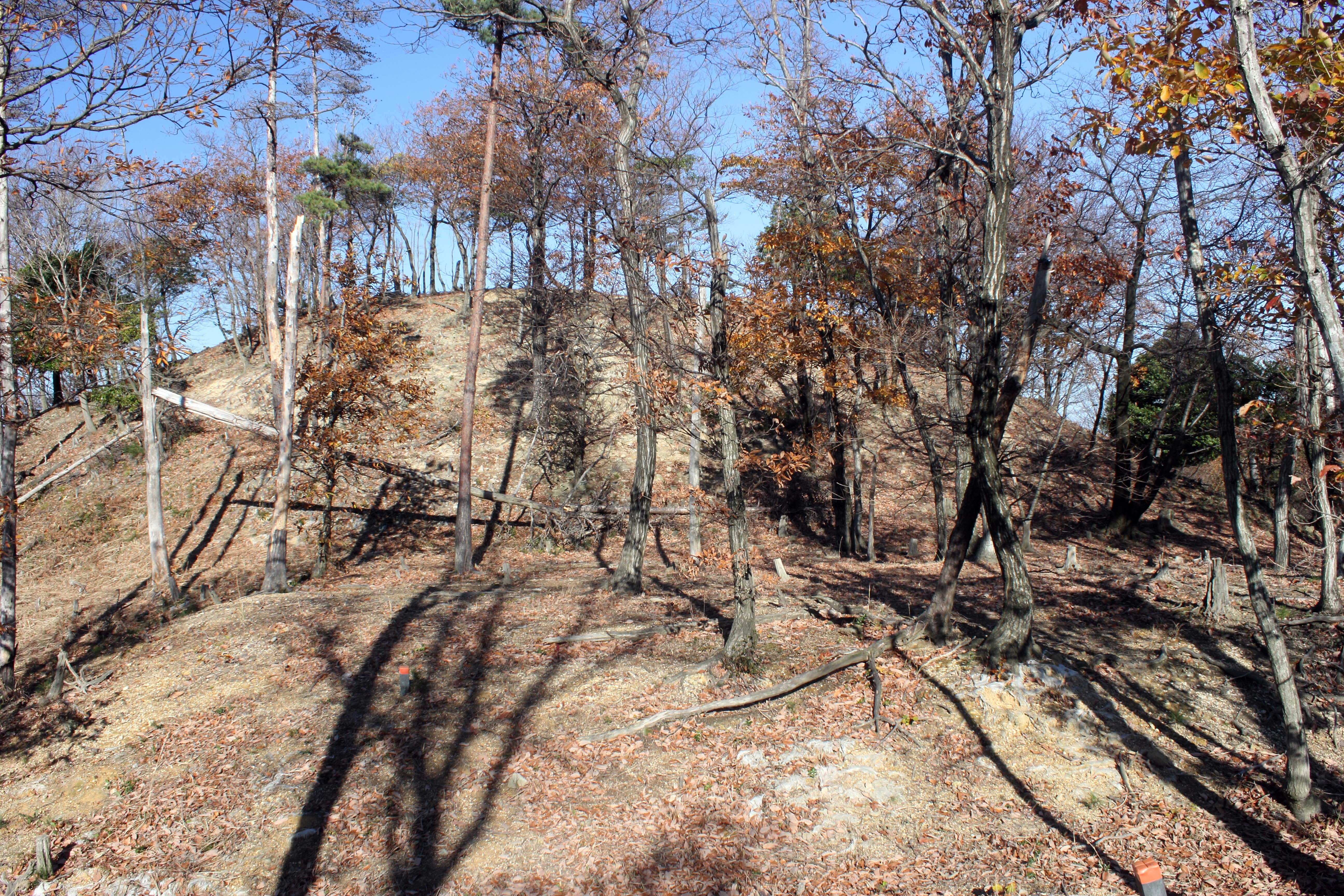
免鳥長山古墳 前方部側から見た墳丘風景
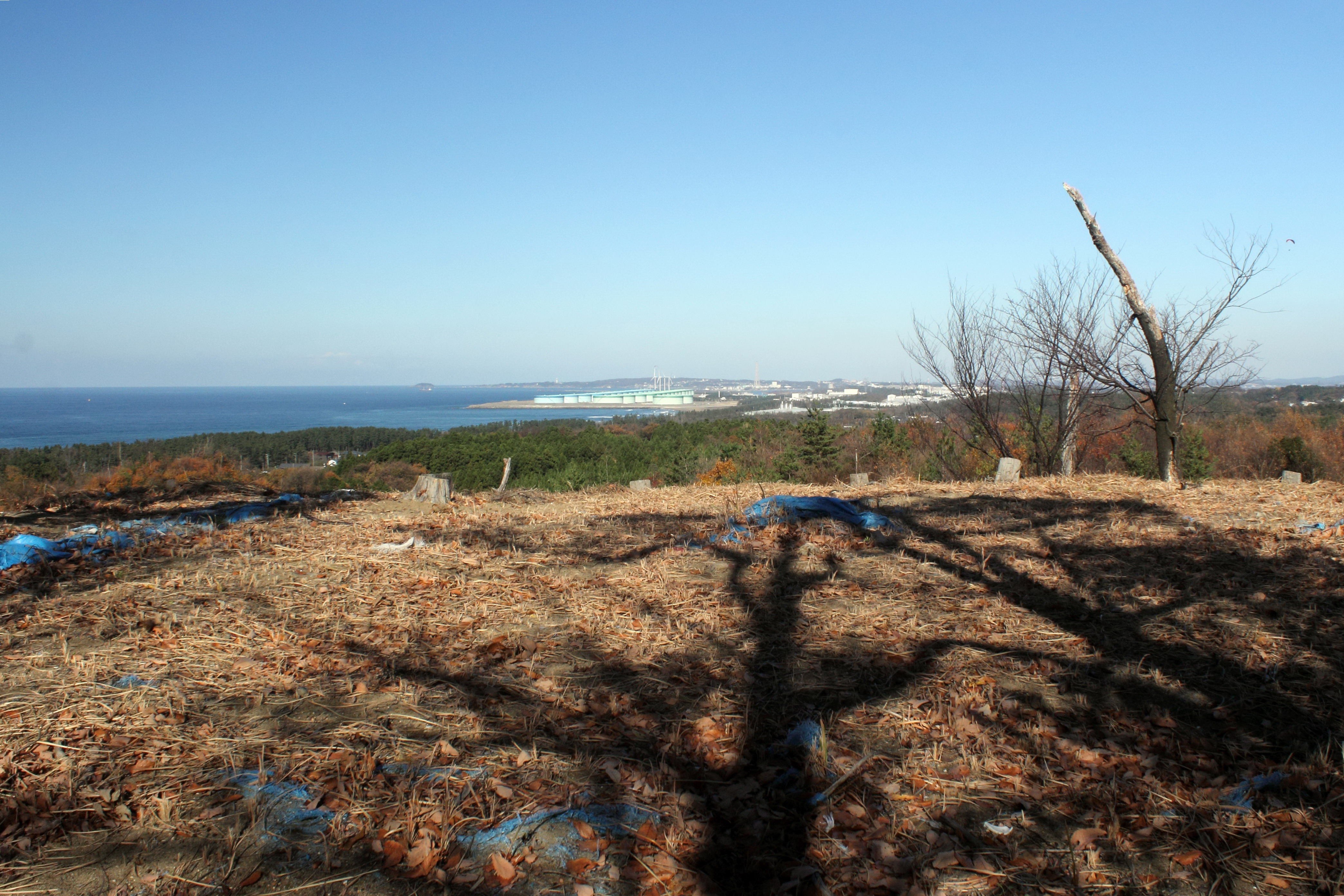
免鳥長山古墳 墳丘頂部からの風景

## 免鳥古墳群

### 免鳥1号墳
直径10メートルの円墳。

### 免鳥2号墳
直径14.2メートルの円墳。
横穴式石室が昔から口を開けていたため、地元の人々から海賊の岩屋と言われていた。

### 免鳥3号墳
直径10メートルの円墳。

### 免鳥4号墳
直径28メートルの円墳。

### 免鳥5号墳
免鳥長山古墳のこと。福井市内の古墳では最も大きい。

## 参考資料
- 『免鳥古墳群:範囲確認調查概要報告書』福井市文化財保護センター、2007年。
- “小・中学生の調べ学習のためのページ「古墳時代」”.   福井市立郷土歴史博物館. 2016年12月4日閲覧。